# Липорн
Липорн (њем. Lipporn) општина је у њемачкој савезној држави Рајна-Палатинат. Једно је од 137 општинских средишта округа Рајн-Лан. Према процјени из 2010. у општини је живјело 285 становника. Посједује регионалну шифру (AGS) 7141080.

## Географски и демографски подаци
Липорн се налази у савезној држави Рајна-Палатинат у округу Рајн-Лан. Општина се налази на надморској висини од 415 метара. Површина општине износи 4,8 km². У самом мјесту је, према процјени из 2010. године, живјело 285 становника. Просјечна густина становништва износи 59 становника/km².